# 达罗毗荼人
达罗毗荼人，也翻译作德拉维达人，是印度的一個族群，共同點是母語為达罗毗荼語系，人口超过2.5亿。达罗毗荼人大多分布在印度南部，约占印度人口的25%，其余的分布在印度中部、印度東部、斯里兰卡、孟加拉、尼泊尔、巴基斯坦和伊朗东南部等地。

## 词源
汉语中达罗毗荼一词在唐代的《大唐西域记》一书中已出现，该词指代南印度的一个国家，玄奘和尚曾经到达这里。
英语中的Dravidian一词最早是罗伯特·考德威尔在他的达罗毗荼文法比较的书中借用梵文 drāvida一词创造的，而drāvida一词是公元7世纪的梵文文献中用来指代南印度的泰米尔语的。
关于梵文的drāvida一词的来源，学界有多种看法，这些理论大体上都围绕着tamiẓ和drāviḍa两个词之间的关系而展开。泽维勒比尔等语言学家认为二者的来源关系乃是tamiẓ >drāviḍa，而其他人则认为它们遵循Dravida -> Dramila -> Tamizha或Tamil的发展方向。Dravida一词也有可能来源于梵语的Drava，意即“水”或“海洋”，而Dravidian便是指代居住在海边的印度人，即居住于三面环海的南印度地区的居民。
达罗毗荼语系语言学家巴德里拉朱·克里什那穆尔蒂曾指出：“draviḍa、dramila首先是用来指代一个民族，其次是一个国家。在西元前的僧伽罗语文献中，dameḍa-和damela-的前缀指代的是泰米尔商人。早期的佛教和耆那教文献则用damiḷa-的前缀来指代南印度居民（主要是泰米尔人）；damilaraṭṭha-则是南印度一个非雅利安国家；dramiḷa-, dramiḍa, and draviḍa-这几种变体是指代南印度的一个国家的。而damiḷa-的出现似乎要早于draviḍa-，后者可能是前者的梵文化形式。

## 達罗毗荼人的起源
一些人类学家认为他们是从地中海沿岸或小亚细亚进入印度的。遗传学家卡瓦利-斯福扎认为达罗毗荼人的出现要晚于南亚次大陆说南亚语系的种族（比如蒙达语族的居民），而早于印欧语系人种的到来。另一些学者（J. Bloch与M. Witzel等）则认为，达罗毗荼人进入的时间要晚于印度-雅利安人创作出《梨俱吠陀》最古老部分的年代。有些印度学者认为则他们源自印度次大陆，发源于今泰米尔纳德地区。
一些语言学家认为，在印度-雅利安移民到来之前，达罗毗荼人遍布于印度半岛，按这种理论的观点，早期印度河流域文明，比如哈拉帕和摩亨佐-达罗，有可能为达罗毗荼人所创造。

## 达罗毗荼人的概念
达罗毗荼（英语：Dravidian）一词来源于梵文的Dravida，在历史上曾用来指代泰米尔人。天主教宣教士罗伯特·考德威尔用这个词来代表南印度的居民。达罗毗荼人可能曾经广泛分布在整个南亚次大陆，包括西北部地区，在公元前2000 - 公元前1500年，他们持续的由印度西北部迁往东南部，到了公元前1500年前后，可能已存在有北达罗毗荼、中达罗毗荼和南达罗毗荼三个方言群。尽管历史上达罗毗荼人和印度-雅利安人来源不同、且同样生活在印度半岛上，但今天“达罗毗荼人”和“印度-雅利安人”主要是根据語言和文化习俗来区分的。

## 族群组成和分布
达罗毗荼人由许多民族组成，其中包括：
- 布拉灰人：属于北达罗毗荼分支，主要分布于巴基斯坦的俾路支省，如今在文化和人种特征上已与俾路支人相似。
- 库鲁克人(Kurukh)（英语：Kurukh people）：属于北达罗毗荼分支，分布于印度及孟加拉国，是孟加拉国内唯一的达罗毗荼民族。
- 孔德人：分布于印度奥里萨邦和安得拉邦的部落民。
- 冈德人：分布于印度中部。
- 卡纳达人：属于南达罗毗荼分支，主要分布于印度卡纳塔克邦和喀拉拉邦北部。
- 科达瓦人(Kodava)（英语：Kodava people）：属于南达罗毗荼分支，主要分布于印度卡纳塔克邦的果达古县。
- 马拉雅拉姆人：属于南达罗毗荼分支，主要分布于印度喀拉拉邦。
- 泰米尔人：属于南达罗毗荼分支，主要分布于印度泰米尔纳德邦、安达曼-尼科巴群岛，喀拉拉邦、安得拉邦、卡纳塔克邦的部分地区，新加坡、斯里兰卡、马来西亚和南非的部分地区。大多數印度裔馬來西亞人與印度裔新加坡人即為泰米尔人：
- 泰卢固人：属于南达罗毗荼分支（过去曾被列为中达罗毗荼分支），主要分布于印度安得拉邦、泰倫加納邦，也有在奥里萨邦、泰米尔纳德邦和卡纳塔克邦。
- 图卢人：属于南达罗毗荼分支，主要分布于卡纳塔克邦南部和喀拉拉邦北部，这一地区也叫做图卢纳德。

## 达罗毗荼语系
达罗毗荼语系的语言包括泰卢固语、泰米尔语、卡纳达语、马拉雅拉姆语、图卢语等共73种语言。学界普遍认为，达罗毗荼语言对印度-雅利安諸语言语法结构的影响要大过后者对前者的影响，这可能是由于后者是建立在达罗毗荼语言底层之上的缘故。